# Fiorinia euonymi
Fiorinia euonymi är en insektsart som beskrevs av Young 1987. Fiorinia euonymi ingår i släktet Fiorinia och familjen pansarsköldlöss. Inga underarter finns listade i Catalogue of Life.